# Michael Boris
Michael Boris (Bottrop-Kirchhellen, 1975. június 3. –) német labdarúgó, edző. 2016-tól két és fél éven át a magyar U19-es és U21-es korosztályos labdarúgó-válogatott szövetségi kapitánya volt.

## Pályafutása

### Játékosként
Játékosként alacsonyabb osztályú német klubokban szerepelt. A Wattenscheid II, a Hessen Kassel, a VfB Speldorf és a Kickers Emden együtteseiben.

### Edzőként
Edzői pályafutását a Kickers Emden együttesénél kezdte 2004-ben, ahol 3 évig volt a csapat másodedzője. Több alacsonyabb osztályban szereplő együttesek után volt az Uerdingen edzője is, ahol a bajnokságban 19 meccsen dirigálta az együttest, melyekből 11 találkozót megnyert csapata és mindössze 5-ször maradt alul ellenfeleivel szemben.
2016 augusztusában nevezték ki a magyar U19-es válogatott szövetségi kapitányának. Első mérkőzése Telkiben volt a Szlovénia korosztályos válogatott ellen, a második félidőben Kamarás György talált be a szlovén kapuba, amivel megszületett a mérkőzés végeredménye. Az U21-es válogatottat először a Liechtenstein elleni Eb-selejtezőn irányította. Két és fél éven át dolgozott az utánpótlás válogatottak mellett, 2019 januárjában Japánban, a másodosztályú Tokyo Verdy csapatánál lett másodedző. 2019. május 30-án a másodosztályba kieső MTK vezetőedzőjévé nevezték ki. A kék-fehér csapattal egyből visszajutott az élvonalba, majd ott a 2020-2021-es idényben a 7. helyen végzett. Összesen 74 tétmérkőzésen irányította a fővárosiakat. 2021 májusában, utódja kinevezésével egy napon köszönt el tőle a klub. A nyár folyamán több komolyabb érdeklődő után, a 2021/'22-es szezont a dán SonderjyskE kispadján kezdte meg.  

## Sikerei, díjai
- OTP Bank - M4 Sport A hónap edzője, 2020 augusztus
- Sportfreunde Siegen
  - NRW-Liga ezüstérmes: 2011–12